# Zimnicea
Zimnicea est une ville et un port danubien au sud de la Roumanie, dans le județ de Teleorman.

## Histoire
Source : Gheorghe Boldișor : Monografia orașului Zimnicea, editura Velox, Zimnicea 2007
Il semble que Zimnicea ait toujours été un point de passage entre les deux rives du Danube car des ruines du IVe siècle av. J.-C. et des monnaies à l'effigie de Lysimaque, diadoque d'Alexandre le Grand, y ont été trouvées.
En 1385 la ville est mentionnée dans les tables byzantines sous les noms de Demnitzikos ou Dzimnikes. L'étymologie probable provient du dieu slave de l'hiver, Zimnik, et remonterait donc au VIIe siècle, lorsque les Sklavènes sont signalés par les chroniqueurs byzantins, traversant le Danube sur la glace.
La ville s'est développée au temps de la principauté de Valachie, à partir du XVIe siècle, comme port de substitution après que l'Empire ottoman se fût emparé des principaux ports valaques de Turnu Măgurele, Giurgiu et Brăila transformés en rayas. Dans la seconde moitié du XIXe siècle et au début du XXe siècle elle exportait essentiellement des céréales par péniches ou mahonnes ; étant frontalière (la Bulgarie est en face, sur la rive droite du Danube), c'était aussi une ville de garnison et une base navale fluviale.
En 1837 et 1838, la ville devient le chef-lieu du județ de Teleorman en lieu et place de Roșiorii de Vede, mais finalement la préfecture s'installe à Turnu Măgurele.
Sa situation frontalière valut à Zimnicea des destructions et incendies à répétition : pendant la Guerre russo-turque de 1877-1878 Zimnicea fut une base des troupes russes et roumaines en campagne contre l'Empire ottoman et subit, à ce titre, la canonnade turque ; durant la Première guerre mondiale, elle fut, après une intense préparation d'artillerie, le théâtre d'un débarquement des troupes allemandes et austro-hongroises en campagne contre la Roumanie, et durant la Seconde guerre mondiale, elle fut l'enjeu de combats entre les armées roumaine et soviétique en lutte contre la Wehrmacht qui s'y défendit farouchement pour permettre le rembarquement d'un maximum de troupes et de matériel. De plus, 80 % de la ville fut gravement endommagé lors du tremblement de terre de 1977. C'est pourquoi son architecture est presque entièrement moderne.
Comme toute la Roumanie, Zimnicea a subi les régimes dictatoriaux carliste, fasciste et communiste de février 1938 à décembre 1989, mais connaît à nouveau la démocratie depuis 1990. Néanmoins, sa position excentrée n'a pas attiré beaucoup d'investisseurs, et à peine avait-elle enfin accédé à un début de prospérité, que la crise financière des années 2010, due à la dérégulation mondiale, a frappé son économie, de sorte que plusieurs usines de transformation alimentaire ont fermé et que le port est à moitié déserté. 